# ژاپن در المپیک تابستانی ۱۹۶۸

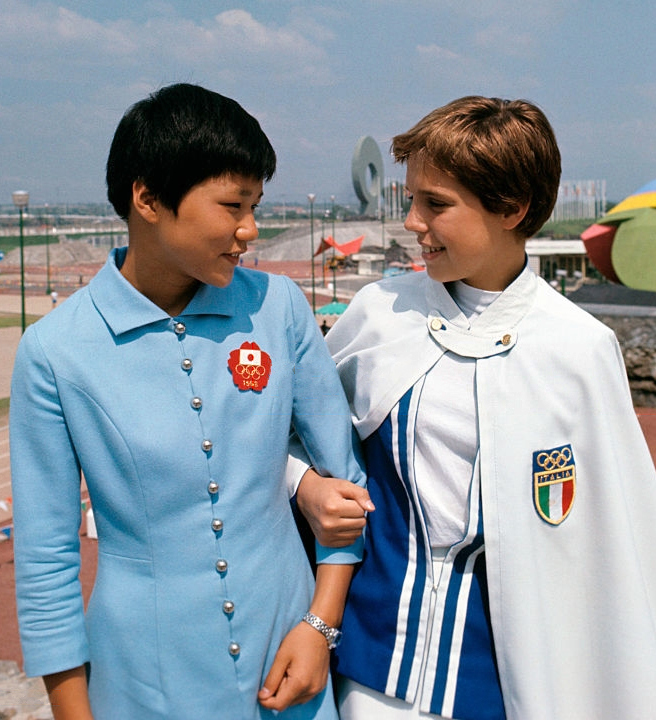
یوکاری تاکموتو (سمت چپ) شناگر اهل ژاپن، در کنار نوولا کالیگاریس شناگر ایتالیایی - بازی‌های المپیک تابستانی ۱۹۶۸

ژاپن در بازی‌های المپیک تابستانی ۱۹۶۸ که در شهر مکزیکو سیتی مکزیک برگزار شد، کاروان ژاپن با ۱۷۱ ورزشکار در این رقابت‌ها شرکت کرد و موفق به کسب ۲۵ مدال (۱۱ طلا، ۷ نقره، ۷ برنز) شد. در جدول رتبه‌بندی توزیع مدال‌ها، ژاپن در ردهٔ ۳ مسابقات قرار گرفت.